# Sociální děloha
Sociální děloha je vývojový model v rodinné terapii psychosomatických poruch. Metafora sociální dělohy vznikla přirovnáním biologické funkce dělohy a vývoje plodu v ní od početí do narození ke změnám v rodině od narození dítěte do jeho osamostatnění.
Sociální děloha je integrující vývojový model rodiny, formulovaný v 90. letech 20. století MUDr. Vladislavem Chválou a PhDr. Ludmilou Trapkovou.
Tento přístup shrnuje výsledky vývojové psychologie a rodinné terapie do praktického a srozumitelného modelu, užitečného v klinické praxi. Model usnadňuje pochopení psychosomatických symptomů v rodině.
Koncept byl autory postupně rozvíjen v průběhu klinické praxe s jednotlivci a rodinami. Prokázal přitom svoji klinickou validitu, zejména v oblasti rodinné terapie psychosomatických poruch a chronických somatických nemocí.